# 朱履蛱蝶属
朱履蛱蝶属（学名：Biblis）是蛱蝶科的一属。

## 下属物种
本属包括以下物种：
- Biblis biblis (Fabricius, 1775)